# 聖多美普林西比交通
聖多美普林西比交通（葡萄牙語：Transportes de São Tomé e Príncipe）是指非洲国家聖多美普林西比的交通运输及概况，该国为位於中非西部的幾內亞灣的海岛国家，由聖多美島、普林西比島和附近一些礁、嶼組成，因此对外交通仰赖海运与空运，国内交通则主要仰赖有限的海岛公路。

## 公路运输

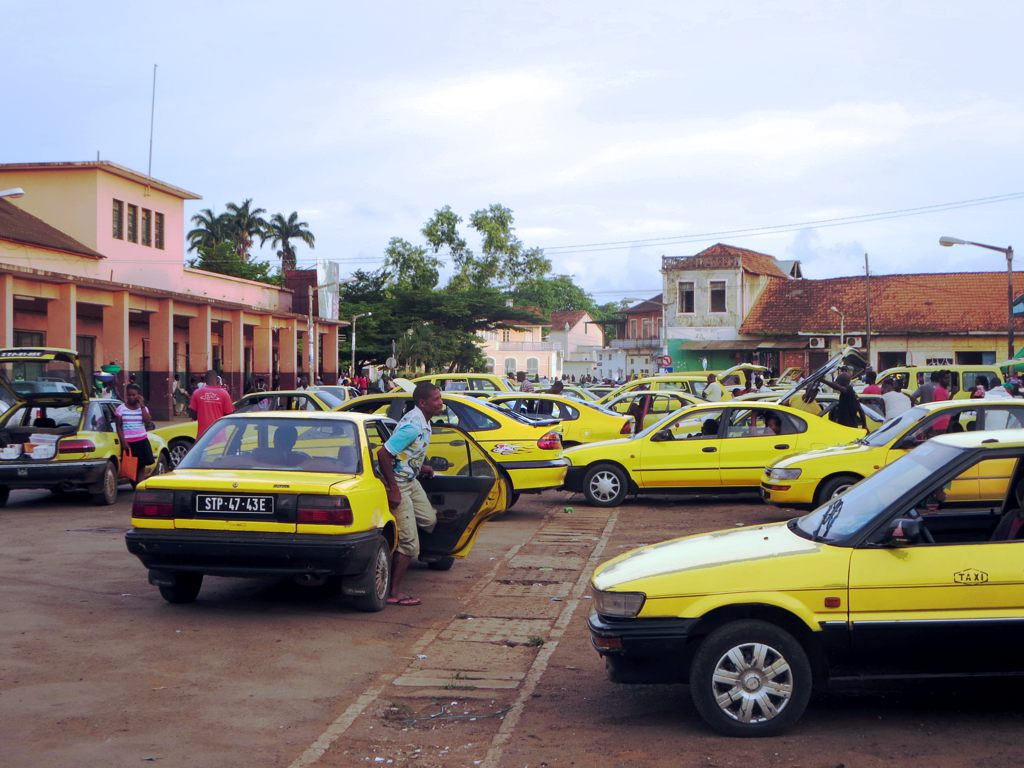
圣多美市区的黄色计程车

截至2019年1月，圣多美和普林西比有公路380公里，其中250公里为柏油路。主要公路分布在圣多美岛，该国有三条公路干线，均由圣多美出发，分别为EN1公路（圣多美-瓜达卢佩-內維斯）,EN2公路（圣多美-聖安娜-São João dos Angolares-愉港）及EN3公路（圣多美-咖啡山）。

## 铁路运输

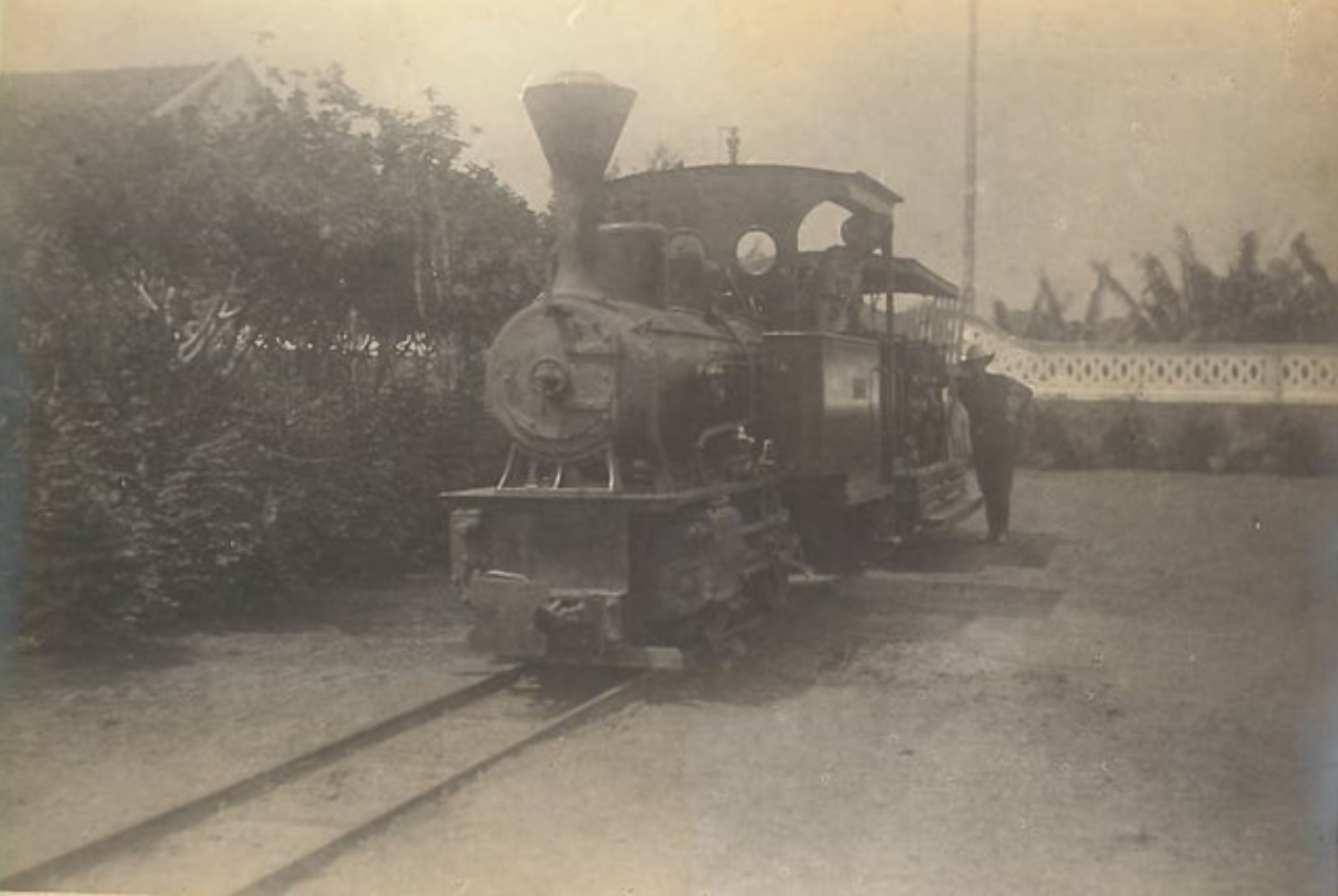
1919年，由葡萄牙人修建的圣多美铁路

圣多美普林西比目前没有铁路，但是在葡萄牙殖民时代曾经拥有一些窄轨铁路。

## 海运

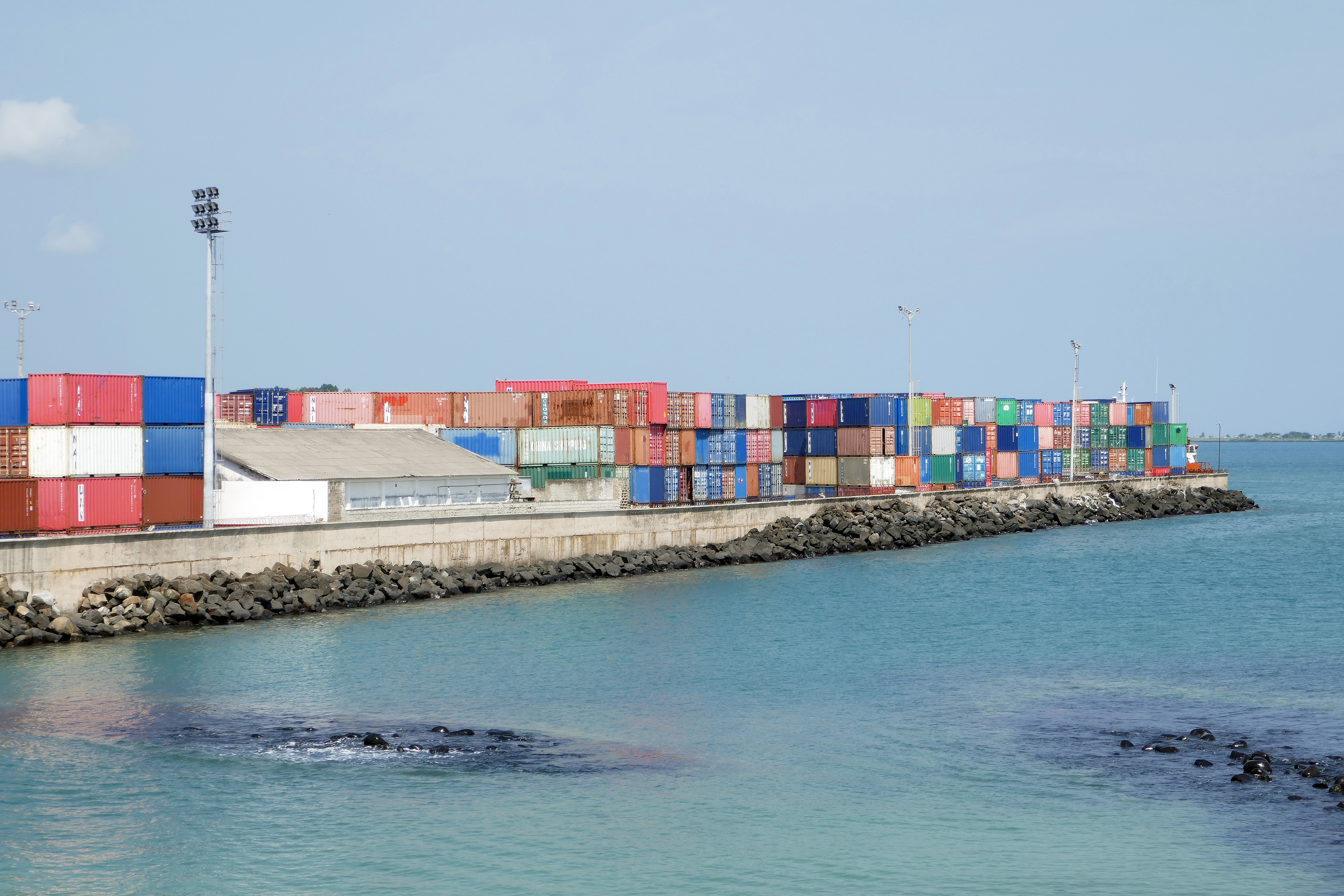
圣多美市的海港，也是该国最大的海港

圣多美港位于安娜查韦斯湾，拥有码头，该港有通往利伯维尔、罗安达、里斯本、安特卫普等港口的海上航线，主要由葡萄牙、荷兰的船运公司经营。也有少量由中華民國援贈的交通船。
1999年，该国商船队包括9艘船舶（1,000 总吨或以上），总重量为43,587总吨/34,802吨载重吨，其中包括了四艘货船、一艘集装箱船、一艘冷冻货船和三艘滚装船。建于2012年的內維斯港是除圣多美港之外该国仅有的渡轮港口。位于圣多美岛南端的愉港也有连接郊区斑鳩島的渡船。圣多美与普林西比岛圣安东尼奥之间的交通往来仰赖定期轮渡。

## 空运

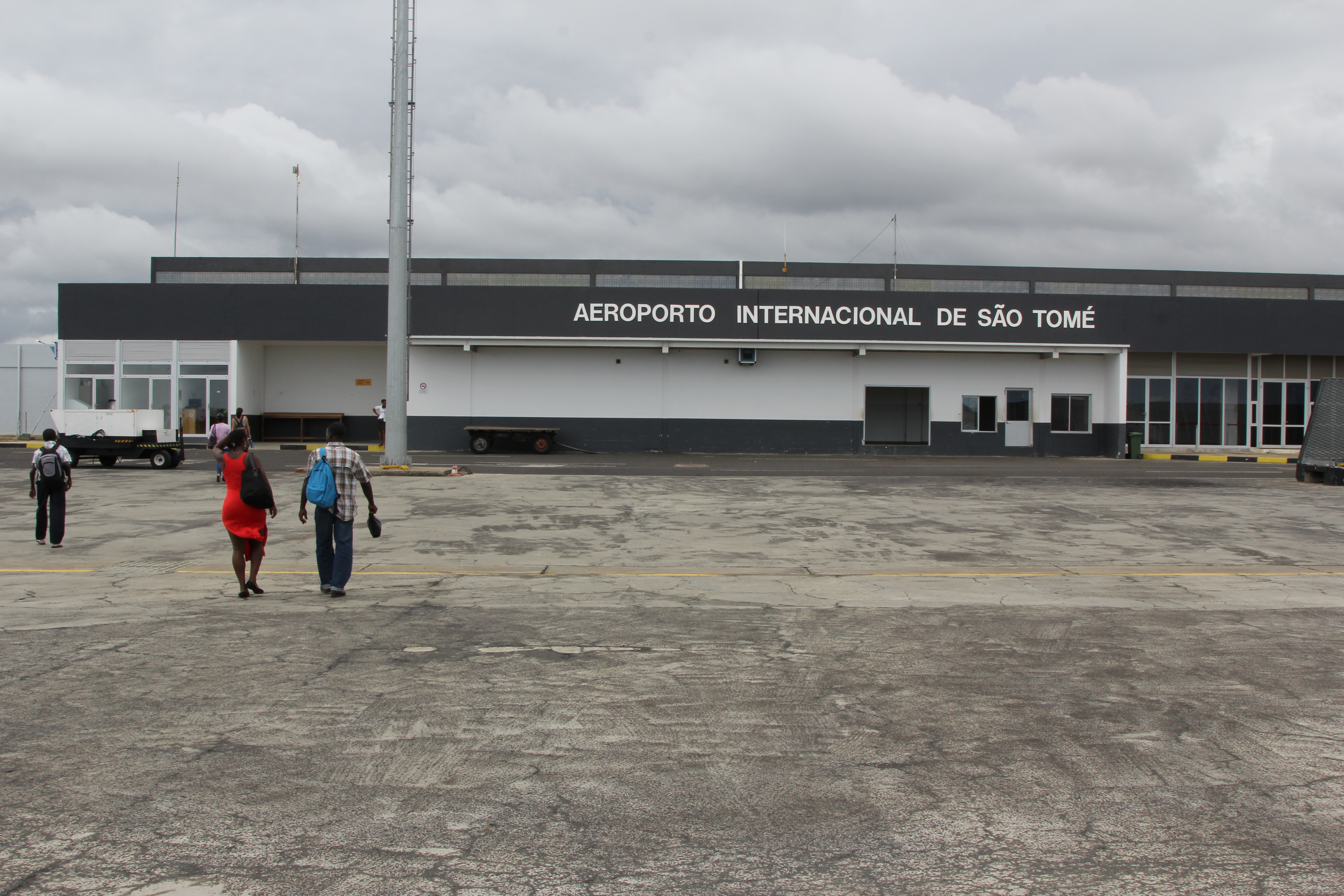
國際機場

聖多美國際機場是聖多美與普林西比唯一的国际机场，位于首都聖多美市中心約5公里。海拔約33公尺，並且擁有一個方向為11/29的瀝青跑道。该国际机场有定期航班来往于葡萄牙、安哥拉、佛得角、加蓬、加纳等国家以及本国的普林西比機場。该国际机场同时也是聖多美和普林西比航空的总部所在地。但因飞行器安全问题，圣多美各航空公司均被禁止進入歐盟成員國领空。